# تيفي لاين
تي في لاين (بالإنجليزية: TVLine)‏ هو موقع ويب مخصص للمعلومات والأخبار وحرق البرامج التلفزيونية. ويغطي مواضيع مختلفة بما في ذلك آخر الأخبار على شاشة التلفزيون، والمراجعات، وأحدث الإصدارات، وأكثر من ذلك.

## وصلات خارجية
- الموقع الرسمي